# Federico Andreotti
Pour les articles homonymes, voir Andreotti.
Federico Andreotti est un peintre italien, né le 6 mars 1847 à Florence et mort en 1930 dans la même ville.

## Biographie
Federigo Andreotti a étudié à l'Académie des beaux-arts de Florence avec Enrico Pollastrini et Angiolo Tricca. Il y a été nommé professeur et a reçu une bourse d'études. Il expose à la Royal Academy of Arts de Londres de 1879 à 1883.
Peintre de fresques, de paysages, de portraits, de figures féminines, de scènes de genre, de scènes historiques et de natures mortes, il utilise l’huile et l’aquarelle dans des décors historiques notamment des XVIIe et XVIIIe siècles. Dans ses œuvres, il associe une certaine précision à des techniques impressionnistes. Il a également illustré les œuvres poétiques  de Renato Fucini.

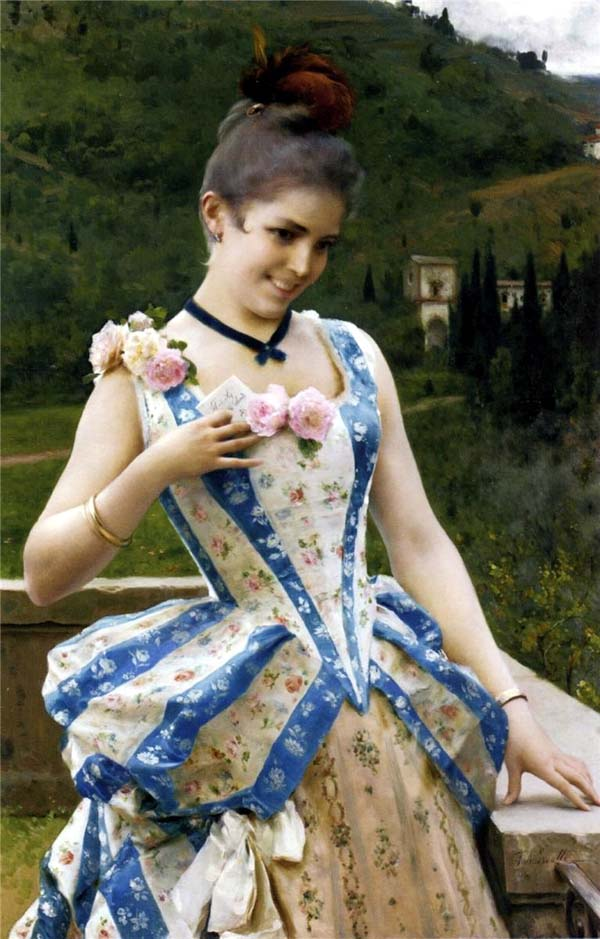
Federico Andreotti -
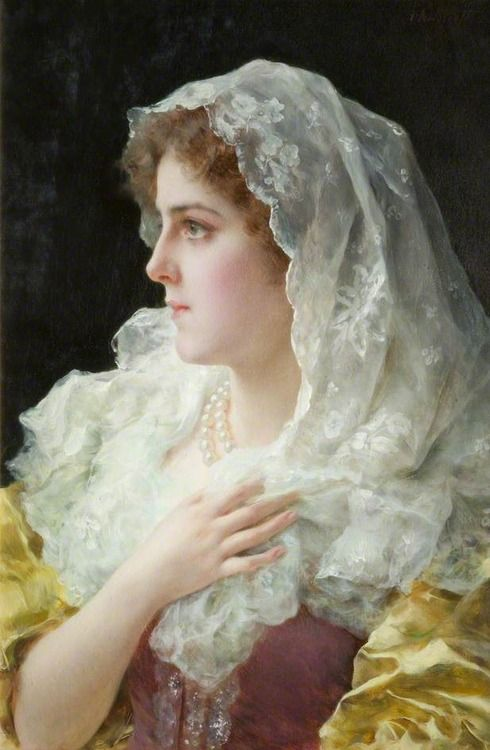
Federico Andreotti - An English Beauty
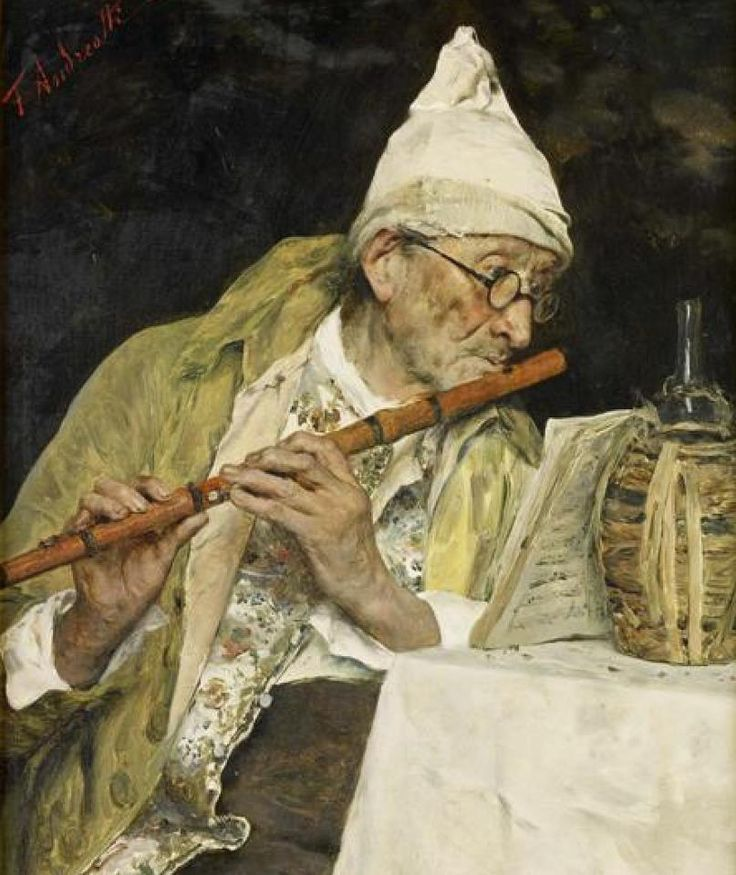
Federico Andreotti -
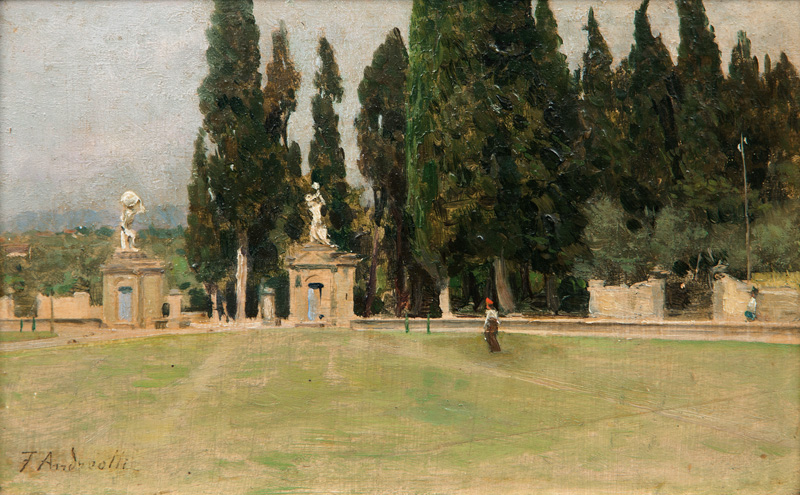
Federico Andreotti Piazzale Poggio Imperiale